# きょうのできごと (小説)
『きょうのできごと』は、柴崎友香の小説、および単行本デビュー作。2000年1月、河出書房新社より出版。2004年に続編「きょうのできごとのつづきのできごと」（文庫版に収録）、「もうひとつの、きょうのできごと」（単行本として出版されたあと2018年に文庫の増補新版に収録）が、2013年にも続編『きょうのできごと、十年後』が発表された。
また、小説を原作とした日本映画が2004年3月20日に『きょうのできごと a day on the planet』のタイトルで公開された。監督は『GO』などで有名な行定勲。出演者は田中麗奈、妻夫木聡、伊藤歩、柏原収史といった若手実力派俳優である。

## 作品解説
京都の大学院に進学する正道（柏原収史）の引越祝いに集まった仲間たち。恋人の真紀（田中麗奈）、親友のけいと（伊藤歩）と共に訪れた中沢（妻夫木聡）。そんなごくありふれた「大学生たちの一日」を描きながら、それぞれの登場人物に焦点をあてて、代わる代わる断片的にエピソードが展開されていく。

## 映画版

### キャスト
- 真紀 - 田中麗奈
- 中沢 - 妻夫木聡
- けいと - 伊藤歩
- 正道 - 柏原収史
- 西山 - 三浦誠己
- 坂本 - 石野敦士
- かわち - 松尾敏伸
- ちよ - 池脇千鶴
- 山田 - 山本太郎
- 川崎哲（壁に挟まれた男） - 大倉孝二
- サーファー - 北村一輝
- 希 - 派谷恵美
- 山田の彼女 - 椎名英姫
- 松本（レスキュー隊員） - 津田寛治
- 取材キャスター - 佐藤仁美

### スタッフ
- 監督 - 行定勲
- 脚本 - 行定勲、益子昌一
- 原作 - 柴崎友香（河出書房新社刊）
- 音楽 - 矢井田瞳
- 主題歌 - 矢井田瞳「マーブル色の日」
- 製作 - コムストック・グループ、レントラックジャパン、よみうりテレビ、葵プロモーション、電通、シィー・スタイル[2]
- 配給 - コムストック